# Platin Noble
| Platin Noble | Platin Noble   |
| ------------ | -------------- |
| Metall:      | 99,95 % Pt     |
| Rand:        | geriffelt      |
| Prägejahre:  | 1983 bis 1997  |
| Vorderseite  |                |
|              |                |
| Motiv:       | Elisabeth II.  |
| Rückseite    |                |
|              |                |
| Motiv:       | Wikingerschiff |

Der Platin Noble ist eine von 1983 bis 1989 regelmäßig geprägte Platinmünze der Isle of Man. Danach wurde die Münze nur noch unregelmäßig bis 1997 geprägt. Der Name wurde von einer alten Goldmünze übernommen. Der Platin Noble ist heute in Sammler- und Anlegerkreisen bekannter als der „alte Noble“.

## Beschreibung
Die Münze war weltweit die erste Anlagemünze aus Platin und Vorbild für nachfolgende Platinmünzen anderer Länder. Sie besteht aus 999,5/1000 Platin und wurde in der Stückelung von 1⁄20 Feinunze bis hin zu 10 Feinunzen geprägt. Das Avers zeigt den regierenden Monarchen des Königreichs Großbritannien, das Revers zeigt ein Wikingerschiff, Die Auflage liegt bei höchstens 10.000 Stück je Jahrgang und Größe, in den meisten Fällen deutlich darunter.
| Größe     | Durchmesser | Gewicht  | Feingehalt |
| --------- | ----------- | -------- | ---------- |
| 1 Unze    | 32,7 mm     | 31,119 g | 99,95 %    |
| ½ Unze    | 27,0 mm     | 15,600 g | 99,95 %    |
| ¼ Unze    | 22,0 mm     | 7,780 g  | 99,95 %    |
| 1⁄10 Unze | 16,5 mm     | 3,112 g  | 99,95 %    |
| 1⁄20 Unze | 13,9 mm     | 1,556 g  | 99,95 %    |